# Мочениго, Пьетро

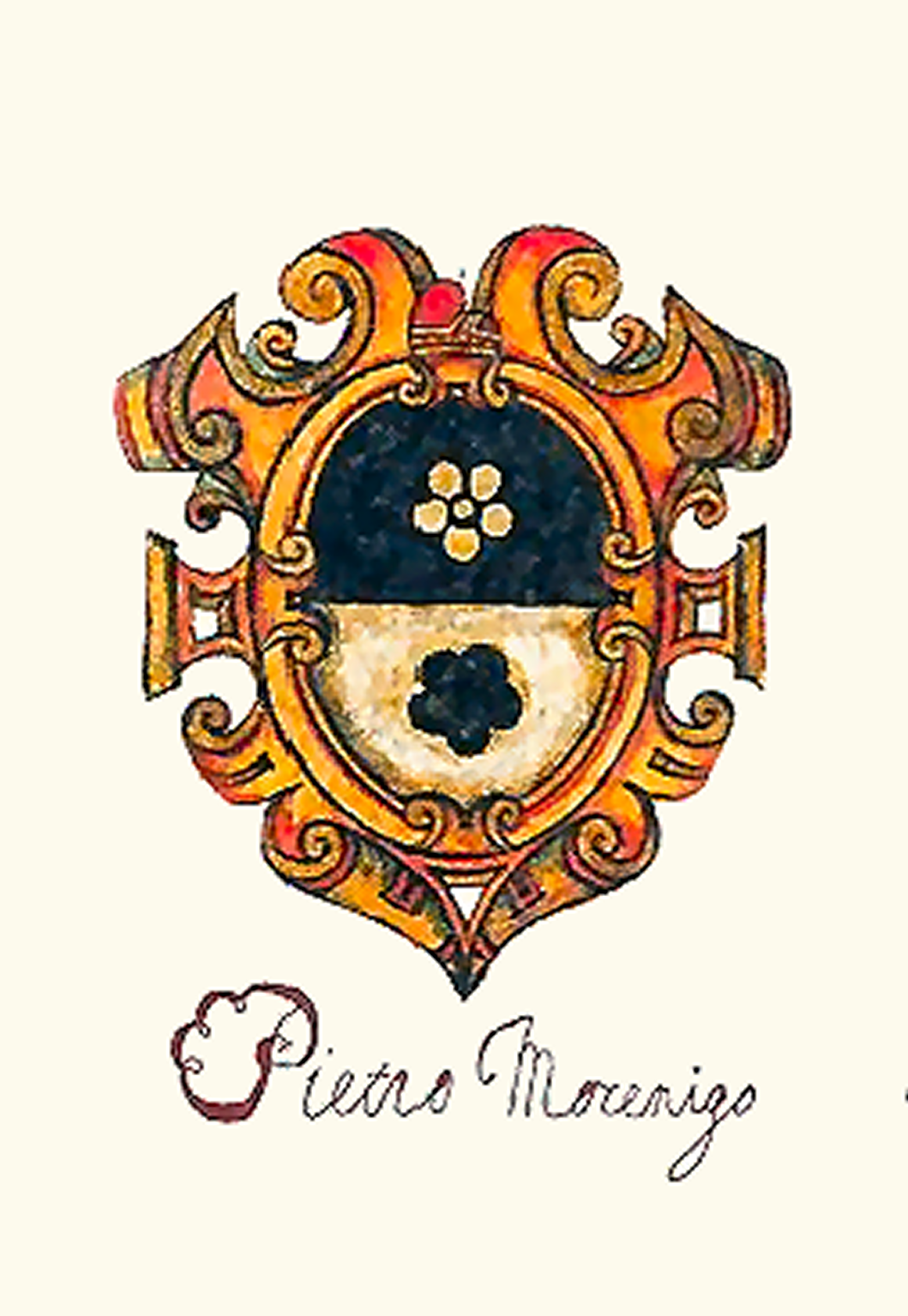
Герб дожа Пьетро Мочениго

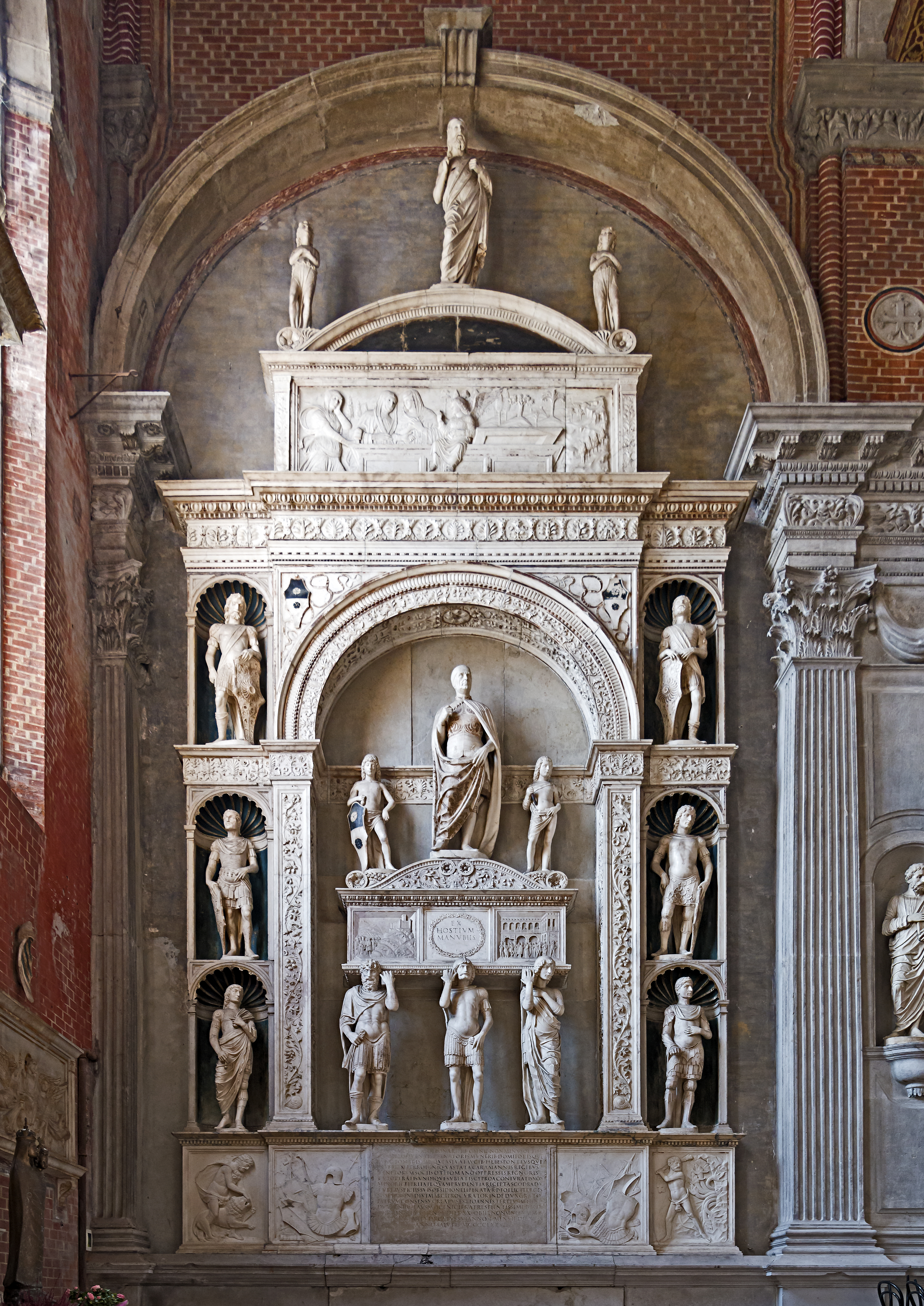
Гробница Пьетро Мочениго

Пьетро Мочениго (итал. Pietro Mocenigo; 1406 — 23 февраля 1476) — 70-й венецианский дож.

## Биография
Был избран дожем 14 декабря 1474 года. Вся предыдущая жизнь дожа была тесно связана с армией и флотом. Реформирование флота, победы в Анталии и Смирне, участие в снятии блокады с города Шкодер, участие в становлении Катерины Корнаро королевой Кипра — только самые громкие достижения Пьетро на военном поприще.
Будучи дожем, попытался начать мирные переговоры с султаном Османской империи. Первая встреча султана и дожа произошла 6 января 1475 года, но не привела ни к какому результату.
В своё правление начал чеканить серебряную лиру, после этого все лиры получили альтернативное название Mocenigo, как несколько раньше аналогичное имя дожа получила монета в пол-лиры.
Выступал в защиту евреев в связи с обвинениями в ритуальных убийствах и кровавых наветах.
Пьетро Мочениго умер от малярии, которой заразился в военную кампанию у г. Шкодер.
Похоронен в базилике Санти-Джованни-э-Паоло. Гробницу дожа выполнил венецианский скульптор Пьетро Ломбардо.